# Elativ
Se även Elativ (komparationsgrad).
Elativ (från perfekt particip elatus av latin efferre ’ta med’, ’ta ur’, ’genomföra’ med mera) är ett kasus eller en lokativ deklination med den grundläggande betydelsen ’ut ur’. Formen återfinns bland annat i finska, estniska, ungerska och sydsamiska.

## Ändelser
I finskan bildar man elativ i regel genom att lägga ändelsen -sta eller  -stä till ordstammen, i estniskan -st och i ungerskan -ból eller -ből:
- talosta ’ut ur huset’, ’från huset’ (finska: talo ’hus’)
- majast ’ut ur huset’, ’från huset’ (estniska: maja ’hus’)
- házból ’ut ur huset’ (ungerska: ház ’hus’)

I vissa finska dialekter faller slutvokalen ofta bort i tal och formen kommer därigenom att likna den estniska, talost i det här fallet.

## Finska
Utöver rörelse ut ur kan kasus elativ i finska även användas i betydelserna ’från’, ’berätta om’, ’av’ samt flera liknande konstruktioner.
Exempel
- Ut ur: talosta – ’ut ur huset’
- Ur/från/av: Noudan paketin postista – ’Jag hämtar paketet från posten’
- Berätta om o.s.v.: Pentti kertoo matkasta – ’Pentti berättar om resan’
- Av o.s.v.: Pöytä on tehty puusta – ’Bordet är gjort av trä’
- Föreställning om rörelse i verbet: En löydä sitä mistään. – 'Jag hittar den ingenstans.' och Minä otin häntä kauluksesta. - 'Jag tog honom i kragen.' [3]
- Rörelsens väg (inte direkt utgångspunkt): Heitä se ikkunasta ulos! - 'Kasta ut den genom fönstret.'[3]
- En del av en grupp: Yksi heistä - 'En av dem'[3]